# ماريو ريسو
ماريو ريسو (بالإسبانية: Mario Risso) (14 ديسمبر 1988 بمونتفيدو في الأوروغواي - ) هو لاعب كرة قدم أوروغواني في مركز الدفاع. لعب مع بوتافوغو ريغاتاس وديفينسور سبورتينغ وهوراكان ونادي ناوتيكو.

## روابط خارجية
- ماريو ريسو على موقع قاعدة بيانات كرة القدم.إي يو (الإنجليزية)
- ماريو ريسو على موقع Soccerway.com (الإنجليزية)